# Palermo Football Club 1929-1930
Questa voce raccoglie le informazioni riguardanti il Palermo Football Club nelle competizioni ufficiali della stagione 1929-1930.

## Stagione
In questa stagione nella nuova Prima Divisione, categoria divenuta terzo livello calcistico italiano a seguito della riunificazione dei campionati nazionali dell'estate 1929, il Palermo arriva primo, viene promosso in Serie B dopo averla sfiorata l'anno precedente e a cui mancava dal 1926-1927, risulta campione del Sud vincendo il proprio girone D ed è conseguentemente ammesso alle finali per il titolo, dove vince in semifinale con la Lucchese (2-1), ma perde contro l'Udinese all'ultima fase (3-1).

## Rosa
Presidente: barone Luigi Bordonaro
| N. |                   | Ruolo | Calciatore          |
| -- | ----------------- | ----- | ------------------- |
|    | Italia (bandiera) | P     | Archimede Valeriani |
|    | Italia (bandiera) | D     | Aimone Lo Prete     |
|    | Italia (bandiera) | D     | Attilio Cerutti     |
|    | Italia (bandiera) | D     | Ernesto Monti       |
|    | Italia (bandiera) | C     | Luigi Ingrassia     |
|    | Italia (bandiera) | C     | Renato Nigiotti     |

| N. |                   | Ruolo | Calciatore          |
| -- | ----------------- | ----- | ------------------- |
|    | Italia (bandiera) | C     | Enrico Scioscia     |
|    | Italia (bandiera) | A     | Carlo Radice        |
|    | Italia (bandiera) | A     | Américo Ruffino     |
|    | Italia (bandiera) | A     | Ugo Masi            |
|    | Italia (bandiera) | A     | Mario Del Cittadino |
|    | Italia (bandiera) | A     | Ermenegildo Negri   |

## Risultati

### Prima Divisione

#### Girone del Direttorio Meridionale

##### Girone di andata
| Arbitro: | Bianconi (Roma) |

|  |           |                                                    |
|  | Marcatori | 24’ Ruffino 28’ Masi 37’ (aut.) Isaia 55’ Scioscia |

| Arbitro: | Romano (Castellammare di Stabia) |

|                                      |           |  |
| Masi 6’ (rig.) Negri 15’ Ruffino 42’ | Marcatori |  |

| Arbitro: | Patiani (Prato) |

|                  |           |                  |
| Ruffino 68’, 83’ | Marcatori | 20’, 70’ Mancini |

| Arbitro: | Mauro (Milano) |

|                   |           |  |
| Aiello 79’ (aut.) | Marcatori |  |

| Messina 3 novembre 1929 5ª giornata           | Messina   | 0 – 1 referto | Palermo |  |
| \| \| \| \| \| \| Marcatori \| 74’ Ruffino \| |           |               |         |  |
|                                               |           |               |         |  |
|                                               | Marcatori | 74’ Ruffino   |         |  |

| Arbitro: | Mazzarino (Roma) |

|                                               |           |  |
| Del Cittadino 10’ Radice 35’, 46’ Ruffino 59’ | Marcatori |  |

| Nocera Inferiore 17 novembre 1929 7ª giornata | Nocerina | 0 – 2 A tav. referto | Palermo |  |

| Arbitro: | De Crescenzo (Napoli) |

|                                       |           |            |
| Radice 49’, ?’ Del Cittadino 53’ Masi | Marcatori | 22’ Forese |

| Salerno 8 dicembre 1929 9ª giornata | Salernitana | 2 – 1 | Palermo |  |

| 15 dicembre 1929 10ª giornata |  | – Turno di riposo |  |  |

| Acquaviva delle Fonti 22 dicembre 1929 11ª giornata | Acquavivese | 0 – 3 | Palermo |  |

| Taranto 5 gennaio 1930 12ª giornata | Taranto | 1 – 3 | Palermo |  |

| Palermo 12 gennaio 1930 13ª giornata | Palermo | 1 – 1 | Vomero |  |

| Palermo 19 gennaio 1930 14ª giornata | Palermo | 4 – 1 | Tommaso Gargallo |  |

| Palermo 26 gennaio 1930 15ª giornata | Palermo | 1 – 2 | Virtus Lanciano |  |

##### Girone di ritorno
| Palermo 2 febbraio 1930 16ª giornata | Palermo | 4 – 0 | Stabia |  |

| Terni 16 febbraio 1930 17ª giornata | Terni | 2 – 0 | Palermo |  |

| Foligno 23 febbraio 1930 18ª giornata | Foligno | 0 – 2 | Palermo |  |

| Cagliari 2 marzo 1930 19ª giornata | Cagliari | 2 – 1 | Palermo |  |

| Palermo 16 marzo 1930 20ª giornata | Palermo | 1 – 0 | Messina |  |

| Foggia 23 marzo 1930 21ª giornata | Foggia | 2 – 1 | Palermo |  |

| Palermo 30 marzo 1930 22ª giornata | Palermo | 5 – 0 | Nocerina |  |

| Macerata 13 aprile 1930 23ª giornata | Macerata | 1 – 0 | Palermo |  |

| Palermo 20 aprile 1930 24ª giornata | Palermo | 2 – 0 | Salernitana |  |

| 27 aprile 1930 25ª giornata |  | – Turno di riposo |  |  |

| Palermo 4 maggio 1930 26ª giornata | Palermo | 2 – 0 | Acquavivese |  |

| Palermo 18 maggio 1930 27ª giornata | Palermo | 2 – 0 | Taranto |  |

| Napoli 25 maggio 1930 28ª giornata | Vomero | 0 – 2 | Palermo |  |

| Siracusa 1 giugno 1930 29ª giornata | Tommaso Gargallo | 0 – 1 | Palermo |  |

| Lanciano 8 giugno 1930 30ª giornata | Virtus Lanciano | 0 – 2 A tav. (forfait) | Palermo |  |

#### Finali per il titolo
| Napoli 6 luglio 1930 Semifinale | Palermo | 2 – 1 | Lucchese |  |

| Roma 13 luglio 1930 Finale | Udinese | 3 – 1 referto | Palermo | Campo Testaccio |

## Statistiche

### Statistiche di squadra
| Competizione         | Punti | In casa | In casa | In casa | In casa | In casa | In casa | In trasferta | In trasferta | In trasferta | In trasferta | In trasferta | In trasferta | Totale | Totale | Totale | Totale | Totale | Totale | DR  |
| Competizione         | Punti | G       | V       | N       | P       | Gf      | Gs      | G            | V            | N            | P            | Gf           | Gs           | G      | V      | N      | P      | Gf     | Gs     | DR  |
| -------------------- | ----- | ------- | ------- | ------- | ------- | ------- | ------- | ------------ | ------------ | ------------ | ------------ | ------------ | ------------ | ------ | ------ | ------ | ------ | ------ | ------ | --- |
| Prima Divisione      | 38    | 14      | 11      | 2       | 1       | 36      | 7       | 14           | 9            | 0            | 5            | 23           | 10           | 28     | 20     | 2      | 6      | 59     | 17     | +42 |
| Finali per il titolo | -     | -       | -       | -       | -       | -       | -       | 2            | 1            | 0            | 1            | 3            | 4            | 2      | 1      | 0      | 1      | 3      | 4      | -1  |
| Totale               | -     | 14      | 11      | 2       | 1       | 36      | 7       | 16           | 10           | 0            | 11           | 21           | 31           | 30     | 21     | 2      | 7      | 62     | 21     | +41 |